# Sidi Ali Embarek
Pour les articles homonymes, voir Embarek.
 (juillet 2013).
Si vous disposez d'ouvrages ou d'articles de référence ou si vous connaissez des sites web de qualité traitant du thème abordé ici, merci de compléter l'article en donnant les références utiles à sa vérifiabilité et en les liant à la section « Notes et références ».
Sidi Ali Embarek est le saint patron de la ville de Koléa, originaire de la vallée d’Eghriss, du côté de Mascara, il est né au XVIIe.
Sidi Ali Embarek est enterré à Koléa, dans la zaouïa qui porte son nom.